# Gábor Totola
Gábor Totola (ur. 10 grudnia 1973 w Budapeszcie) – węgierski szermierz, szpadzista, srebrny medalista olimpijski.

## Życiorys
Brał udział w igrzyskach olimpijskich w Barcelonie w 1992 roku, gdzie reprezentacja Węgier w składzie: Iván Kovács, Krisztián Kulcsár, Ferenc Hegedűs, Ernő Kolczonay i Gábor Totola zdobyła srebrny medal w zawodach drużynowych. Był to jego jedyny start olimpijski.
Nie zdobył medalu na mistrzostwach świata.
Ponadto na mistrzostwach Europy w Linzu w 1993 roku zdobył indywidualnie brązowy medal.